# Marussia MR02
Der Marussia MR02 ist der vierte Formel-1-Rennwagen des Marussia F1 Teams. Das Fahrzeug wird in der Formel-1-Saison 2013 eingesetzt. Präsentiert wurde es am 5. Februar 2013 auf dem Circuito de Jerez.

## Technik und Entwicklung
Der MR02 ist der Nachfolger des MR01 und erneut unter der Leitung von Pat Symonds entwickelt worden. Es ist der erste Rennwagen von Marussia, der vor seiner Präsentation in einem Windkanal getestet wurde und damit nicht ausschließlich auf der Grundlage von CFD entstand. Hierzu wurde der Windkanal von McLaren genutzt. Angetrieben wird der Rennwagen von einem Cosworth-V8-Motor mit 2,4 Litern Hubraum. Zusätzlich verfügt der MR02, im Gegensatz zum MR01, über ein von Williams entwickeltes KERS. Die Bereifung kommt vom Einheitslieferanten Pirelli.
Wie alle Formel-1-Fahrzeuge der Saison 2013 ist der MR02 mit KERS und DRS ausgerüstet.
Das Fahrzeug ist im Wesentlichen eine Weiterentwicklung des 2012 verwendeten MR01, die Hauptaugenmerke des Teams lagen auf der Verbesserung der Kühlung und der Luftströmung im Heckbereich des Fahrzeugs. Hierzu wurde die Form der Seitenkästen verändert und der Auspuff so gestaltet, dass der Coandă-Effekt besser genutzt wird. Die Radaufhängungen wurden komplett vom MR01 übernommen.
Auffällig ist, dass der MR02 als einziges Fahrzeug der Saison 2013 über ein konstantes Gefälle vom Cockpitrand bis zur Front verfügt, was die Nutzung der neu eingeführten Eitelkeitsblende überflüssig macht. Bereits das Vorgängermodell MR01 verfügte über eine solch tiefliegende Frontpartie.

## Lackierung und Sponsoring
Der Rennwagen ist hauptsächlich in Schwarz-Rot lackiert. Darüber hinaus weist er weiße Streifen und Akzente auf. Sponsorenaufkleber kommen von QNET, LDC und der Sage Group.

## Fahrer
Der MR02 wird von zwei Formel-1-Zugängen gefahren: Jules Bianchi und Max Chilton. Bianchi wechselte aus der Formel Renault 3.5 und Chilton aus der GP2-Serie in die Formel 1.
Ursprünglich sollte GP2-Vizemeister Luiz Razia das zweite Cockpit bei Marussia erhalten. Er wurde jedoch während der Testfahrten vor der Saison durch Bianchi ersetzt.

## Ergebnisse
| Fahrer               | Nr.                  | 1  | 2  | 3  | 4  | 5  | 6   | 7  | 8  | 9   | 10 | 11 | 12 | 13 | 14 | 15  | 16 | 17 | 18 | 19 | Punkte | Rang |
| -------------------- | -------------------- | -- | -- | -- | -- | -- | --- | -- | -- | --- | -- | -- | -- | -- | -- | --- | -- | -- | -- | -- | ------ | ---- |
| Formel-1-Saison 2013 | Formel-1-Saison 2013 |    |    |    |    |    |     |    |    |     |    |    |    |    |    |     |    |    |    |    | 0      | 10.  |
| J. Bianchi           | 22                   | 15 | 13 | 15 | 19 | 18 | DNF | 17 | 16 | DNF | 16 | 18 | 19 | 18 | 16 | DNF | 18 | 20 | 18 | 17 | 0      | 10.  |
| M. Chilton           | 23                   | 17 | 16 | 17 | 20 | 19 | 14  | 19 | 17 | 19  | 17 | 19 | 20 | 17 | 17 | 19  | 17 | 21 | 21 | 19 | 0      | 10.  |

| Legende  | Legende            | Legende                                                          |
| Farbe    | Abkürzung          | Bedeutung                                                        |
| -------- | ------------------ | ---------------------------------------------------------------- |
| Gold     | –                  | Sieg                                                             |
| Silber   | –                  | 2. Platz                                                         |
| Bronze   | –                  | 3. Platz                                                         |
| Grün     | –                  | Platzierung in den Punkten                                       |
| Blau     | –                  | Klassifiziert außerhalb der Punkteränge                          |
| Violett  | DNF                | Rennen nicht beendet (did not finish)                            |
| Violett  | NC                 | nicht klassifiziert (not classified)                             |
| Rot      | DNQ                | nicht qualifiziert (did not qualify)                             |
| Rot      | DNPQ               | in Vorqualifikation gescheitert (did not pre-qualify)            |
| Schwarz  | DSQ                | disqualifiziert (disqualified)                                   |
| Weiß     | DNS                | nicht am Start (did not start)                                   |
| Weiß     | WD                 | zurückgezogen (withdrawn)                                        |
| Hellblau | PO                 | nur am Training teilgenommen (practiced only)                    |
| Hellblau | TD                 | Freitags-Testfahrer (test driver)                                |
| ohne     | DNP                | nicht am Training teilgenommen (did not practice)                |
| ohne     | INJ                | verletzt oder krank (injured)                                    |
| ohne     | EX                 | ausgeschlossen (excluded)                                        |
| ohne     | DNA                | nicht erschienen (did not arrive)                                |
| ohne     | C                  | Rennen abgesagt (cancelled)                                      |
| ohne     | keine WM-Teilnahme |                                                                  |
| sonstige | P/fett             | Pole-Position                                                    |
| sonstige | 1/2/3/4/5/6/7/8    | Punktplatzierung im Sprint-/Qualifikationsrennen                 |
| sonstige | SR/kursiv          | Schnellste Rennrunde                                             |
| sonstige | *                  | nicht im Ziel, aufgrund der zurückgelegten Distanz aber gewertet |
| sonstige | ()                 | Streichresultate                                                 |
| sonstige | unterstrichen      | Führender in der Gesamtwertung                                   |